# Toon Tunz (Noi siamo quelli del...)
Toon Tunz (Noi siamo quelli del...) è il quattordicesimo singolo di Giorgio Vanni, pubblicato il 3 maggio 2019. L'artista duetta con Amedeo Preziosi. Il singolo è stato trasmesso in anteprima sulla web radio Radioanimati.

## La canzone
Toon Tunz (Noi siamo quelli del...) è una canzone scritta da Amedeo Preziosi, Max Longhi, Daniele Cuccione e Giorgio Vanni e interpretata da quest'ultimo con la partecipazione di Amedeo Preziosi.
Il brano è il nono singolo estratto dall'album omonimo dell'artista ed è un suo omaggio al pubblico che lo segue. La canzone è infatti piena di citazioni a brani dell'artista (What's my Destiny Dragon Ball per esempio) e al periodo dei primi anni 2000. L'intro inoltre riprende quello di Pokémon: Oltre i cieli dell'avventura.

## Tracce
Download digitale
Testi e musiche di Amedeo Preziosi, Max Longhi, Daniele Cuccione e Giorgio Vanni.
1. Giorgio Vanni – Toon Tunz (Noi siamo quelli del...) (feat. Amedeo Preziosi) – 3:35

## Video musicale
L'uscita della canzone è stata accompagnata da un video ufficiale pubblicato sul canale Youtube dell'artista. Il video è stato realizzato agli studi Erazero con i due artisti e dieci comparse reclutate tramite un casting. Il video è diviso in due da un effetto che rende ciò che sta a sinistra in stile fumetto lasciando ciò che sta sulla destra immutato.

### Produzione
- Giorgio Vanni – Cantante
- Amedeo Preziosi – Cantante
- Max Longhi – Ballerino
- Daniele Cuccione – Ballerino
- Ottavia Cabassi – Ballerino
- Luna Ciarrocca – Ballerino
- Luca De Lellis – Ballerino
- Alex Fabiano – Ballerino
- Erica Ferri – Ballerino
- Dafne Lainati – Ballerino
- Roberto Lanzetta – Ballerino
- Alessandra Pariona – Ballerino
- Lova Music Srl – Produttore esecutivo
- Federica Paradiso – Social media communication, gestione casting
- Jacopo Mangiameli – Regia, montaggio, Visual FX, Postproduzione
- Michele Stanca – Direttore della fotografia

## Produzione e formazione
- Giorgio Vanni – Voce
- Daniel Tek Cuccione – Produzione al Lova Music (Studio Milano)
- Max Longhi – Produzione al Lova Music (Studio Milano)

## Interpretazioni dal vivo
La canzone è stata eseguita per la prima volta dal vivo, solo da Giorgio Vanni, al Napoli Comicon 2019 alla fine del concerto.